# Wahl des Rats der Deutschsprachigen Gemeinschaft 1990
- SP: 4
- Ecolo: 4
- PFF: 5
- CSP: 8
- PDB: 4

Die Wahl des Rats der Deutschsprachigen Gemeinschaft 1990 fand am 28. Oktober 1990 statt. Gewählt wurden die Mitglieder der Legislative der Deutschsprachigen Gemeinschaft Belgiens für die Legislaturperiode 1990–1995. Zur Wahl stellten sich die Christlich Soziale Partei (CSP), die Sozialistische Partei (SP), die Partei für Freiheit und Fortschritt (PFF), die Partei der deutschsprachigen Belgier (PDB), und Ecolo.
Nachfolgende Tabelle zeigt den Ausgang der Wahl:
| Partei | Anzahl Stimmen | Anteil in % | Anzahl Sitze |
| ------ | -------------- | ----------- | ------------ |
| CSP    | 13.178         | 33,60       | 8            |
| SP     | 6.407          | 16,34       | 4            |
| PFF    | 7.756          | 19,78       | 5            |
| PDB    | 5.982          | 15,25       | 4            |
| Ecolo  | 5.897          | 15,04       | 4            |

Schließlich fanden sich CSP, SP und PFF zu einer Dreiparteien-Koalition zusammen.